# Samsø
Samsø est une île du Danemark ainsi qu’une commune qui en épouse le territoire. L’île est située à l’est du Jutland, dans le Cattégat, et a une superficie de 114,26 km2.
La commune comptait 3 684 habitants permanents en 2019. Elle existe depuis 1962, sans que son territoire ait évolué : en 1970, elle avait été rattachée à l’amt d’Århus, et appartient depuis la réforme communale de 2007 à la région du Jutland-Central.
L'île est connue pour son agriculture, notamment pommes de terre et fraises, mais surtout pour être une communauté autosuffisante (hors transports) en électricité renouvelable.
L'île abrite également le plus grand labyrinthe au monde, le Samsø Labyrinten, d'une superficie de 6 ha.

## Énergies renouvelables

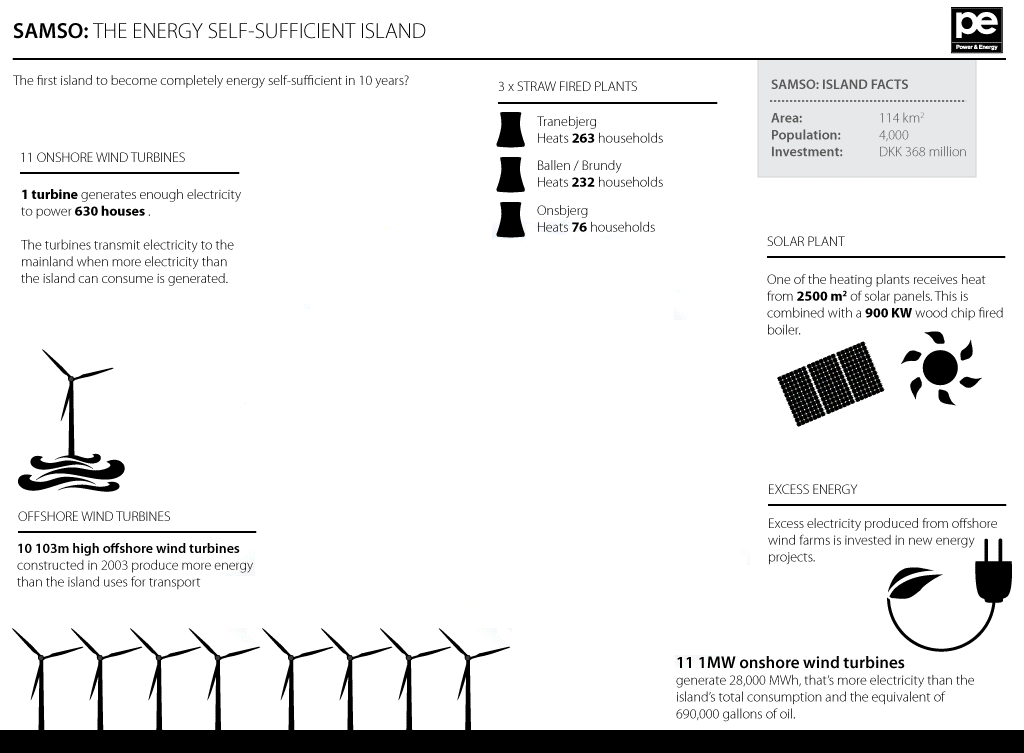
Énergies renouvelables à Samsø.

L’île tire aujourd’hui toute son électricité du vent, et sa chaleur, du soleil, du bois ou de la paille.
Les parcs terrestres d’éoliennes, d’une puissance totale de 11 MW, tournent depuis 2001, et la ferme marine, de 23 MW, depuis 2003. Un stockage d’électricité basé sur des batteries au lithium permet de répondre à la demande.
L’île, qui importait auparavant son électricité produite par des centrales au charbon par un câble sous-marin, est ainsi devenue la première au monde à devenir autonome. Au total, 55 millions d’euros ont été engagés dans sa reconversion durable.
Laboratoire expérimental pour le Danemark, qui vise le « sans fossile » en 2050, Samsø s’est désormais fixé comme objectif de s’affranchir complètement des ressources fossiles en 2030, en renouvelant son parc de transports.

## Politique et administration
| Identité                                                       | Période          | Période          | Durée                       | Étiquette                    |
| Identité                                                       | Début            | Fin              | Durée                       | Étiquette                    |
| -------------------------------------------------------------- | ---------------- | ---------------- | --------------------------- | ---------------------------- |
| Knud Fransen (d) (mort en 2009)                                | 1970             | 31 décembre 1981 | 11 ans                      |                              |
| Emil Davidsen (d)                                              | 1er janvier 1982 | 31 décembre 1993 | 11 ans, 11 mois et 30 jours |                              |
| John Sander Petersen (d) (1er décembre 1936 - 26 juillet 2023) | 1er janvier 1994 | 31 décembre 2001 | 7 ans, 11 mois et 30 jours  |                              |
| Carsten Bruun (en) (né le 24 novembre 1953)                    | 1er janvier 2002 | 31 décembre 2009 | 7 ans, 11 mois et 30 jours  | Venstre                      |
| Jørn Nissen (en) (né le 27 février 1949)                       | 1er janvier 2010 | 31 décembre 2013 | 3 ans, 11 mois et 30 jours  | Parti populaire conservateur |
| Marcel Meijer (en) (né le 26 août 1966)                        | 1er janvier 2014 | En cours         | 11 ans, 2 mois et 13 jours  |                              |

## Personnalités
- Carl Frederik Sørensen (1828-1878), peintre danois
- Nicolas Michaux (1984-), auteur, compositeur et chanteur belge
- Søren Hermansen Contributeur reconnu mondialement pour sa contribution à l'auto-consommation énergétique de l'Ile de Samsø [5].